# Żegota Pauli

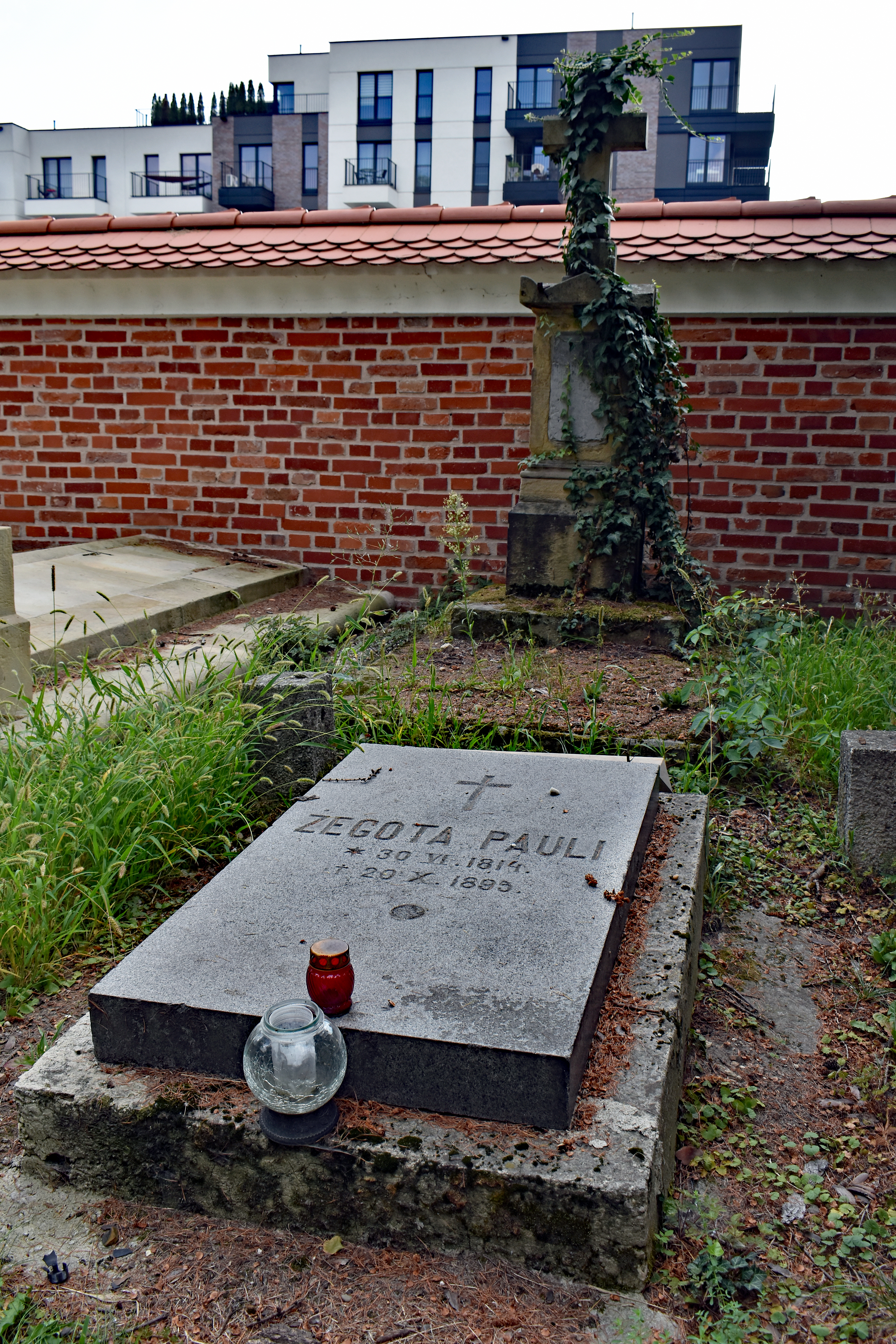
Cmentarz Rakowicki.
Grób Żegoty Pauliego.

Żegota Pauli, właśc. (do 1831) Ignacy Pauli (ur. 1 lipca 1814 w Nowym Sączu, zm. 20 października 1895 w Krakowie) – polski historyk i archeolog, bibliotekarz i bibliograf, badacz polskiej i słowiańskiej kultury ludowej, jeden z pierwszych polskich etnografów i krajoznawców.

## Życiorys
Był synem Macieja i Zofii z Wojciechowskich. Po ukończeniu gimnazjum w Nowym Sączu (1832) wyjechał do Lwowa, gdzie podjął studia filologiczne, następnie medyczne. W latach 1835–1836 był więziony za kontakty z patriotyczną spiskową organizacją młodzieży lwowskiej. Od 1843 r. brał czynny udział w życiu literackim i politycznym Lwowa. Od 1845 r. w Krakowie, gdzie był zatrudniony jako bibliotekarz i konserwator archiwum Potockich (do 1852 r.). Później pracował jako tłumacz i korektor, a następnie (od 1872 r.) w Bibliotece Jagiellońskiej (od 1881 r. z tytułem „Historiografa UJ”). W międzyczasie w 1859 r. ukończył studia medyczne. Ostatnie ćwierć wieku swego życia przemieszkał gościnnie w murach krakowskiego klasztoru bonifratrów.

## Działalność
Od najwcześniejszych lat interesował się wszystkimi tymi dziedzinami wiedzy, które łącznie mieścimy dziś w haśle „krajoznawstwo”. Jeszcze jako uczeń nowosądeckiego gimnazjum odbył swą pierwszą podróż po Galicji (m.in. w Pieniny), której opis ogłosił później pt. Wyimki z podróży po Galicyi w r. 1831. Zawarł w nim m.in. szereg danych historycznych, opisy strojów i zwyczajów górali pienińskich oraz podania ludowe (w tym o św. Kindze). Ważny wpływ na jego późniejsze zainteresowania posiadał sądecki wikary i katecheta ks. Michał Głowacki „Świętopełk”, później jeden z organizatorów „poruseństwa” chochołowskiego. W latach 1840–1842 podróżował po Beskidach, docierając do Żywca. W 1854 r. odbył większą podróż w Tatry i na Spisz. Poza wydanymi pozycjami pozostawił liczne materiały rękopiśmienne, m.in. tekę materiałów dotyczących Tatr i Podhala, przechowywane obecnie w Bibliotece Jagiellońskiej. Pauli przekazał przed śmiercią znaczną część swoich zbiorów bibliotecznych jak: rękopisy, druki i ryciny swojemu przyjacielowi Władysławowi Ignacemu Wisłockiemu, który opracował ich bibliografię i także włączył w zbiór Biblioteki Jagiellońskiej.
Od 1845 r. należał do Towarzystwa Naukowego Krakowskiego (przekształconego w 1872 r. w Akademię Umiejętności). Od 1876 r. był członkiem honorowym Towarzystwa Archeologicznego Krajowego we Lwowie.

## Pamięć
W 1896 r. Pauli został uczczony w Krakowie tablicą pamiątkową na murze klasztoru bonifratrów przy ul. Krakowskiej 48, gdzie przez szereg lat mieszkał i gdzie zmarł, głoszącą: „W tych celkach Braci Miłosierdzia przemieszkał ostatnich 25 lat życia swego Żegota Pauli, nestor archeologów i etnografów polskich; historiograf Uniwersytetu Jagiellońskiego”. Pochowany został na cmentarzu Rakowickim w Krakowie, w kwaterze Kc. Upamiętnia go również epitafium w kościele św. Anny w Krakowie.

## Publikacje
- Wyimki z podróży po Galicyi w r. 1831 („Rozmaitości” nr 47–52/1835)
- Pieśni ludu polskiego w Galicji (1838)
- Pieśni ludu ruskiego w Galicji (tom 1, tom 2, Lwów 1839–40)
- Starożytności galicyjskie (zeszyt 1 -dalsze nie ukazały się, 1840)
- Zamek Odrzykoński. Album na korzyść pogorzelców (1844)
- Pamiętniki do życia i sprawy Samuela i Krzysztofa Zborowskich, Lwów 1846
- Pamiętniki o wyprawie chocimskiej r. 1621, Kraków 1853
- Spór o Morskie Oko (Kraków 1891, odbitka z „Czasu”)
- Przyczynki do etnografii tatrzańskich górali („Lud” t. 5, 1899 – wyd. pośmiertnie)

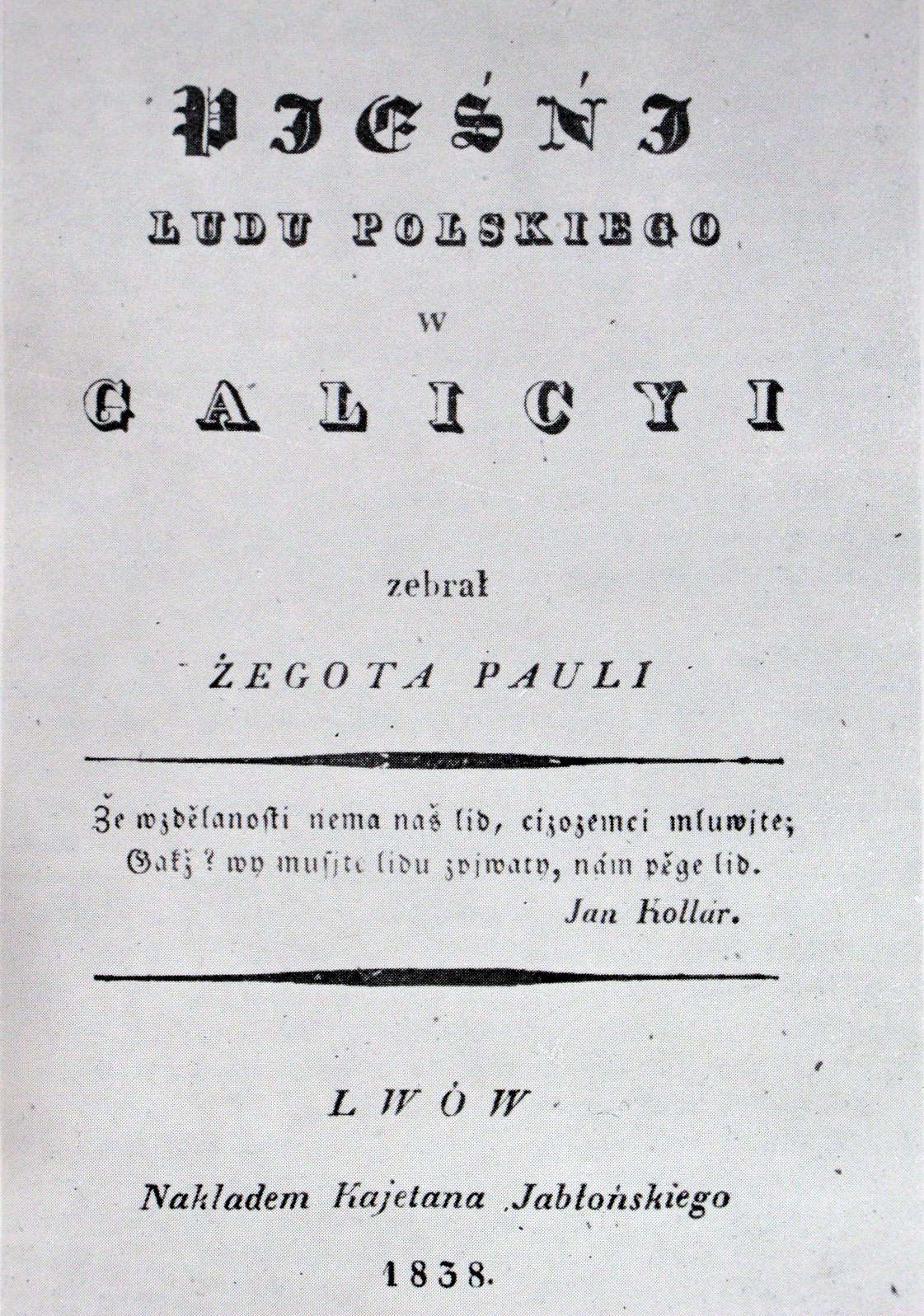
Strona tytułowa „Pieśni ludu polskiego w Galicji”
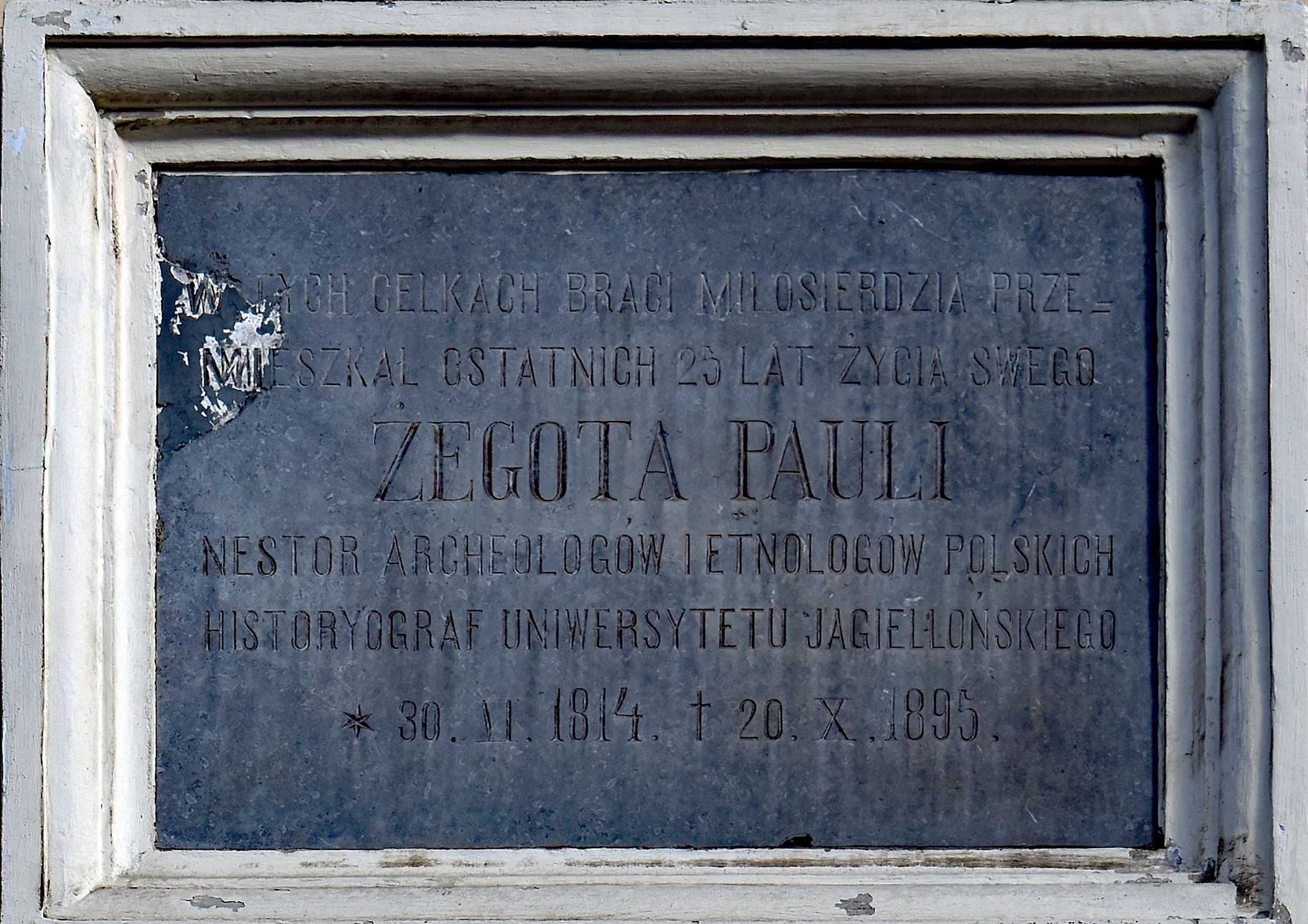
Tablica pamiątkowa na ścianie konwentu bonifratrów.